# Myrmica rugosa
Myrmica rugosa är en myrart som beskrevs av Mayr 1865. Myrmica rugosa ingår i släktet rödmyror, och familjen myror.

## Underarter
Arten delas in i följande underarter:
- M. r. arisana
- M. r. debilior
- M. r. rugosa